# Houlletia brocklehurstiana
Houlletia brocklehurstiana là một loài lan bản địa của Brasil (từ Rio de Janeiro đến Paraná). Nó là loài điển hình của chi Houlletia.

## Hình ảnh

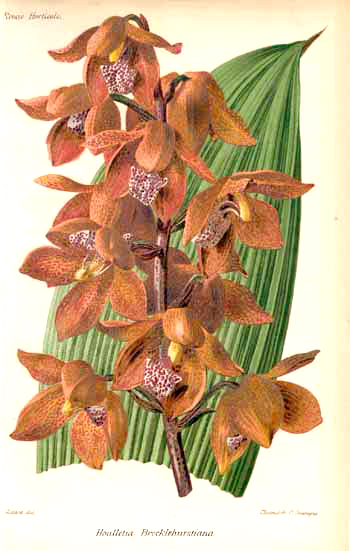
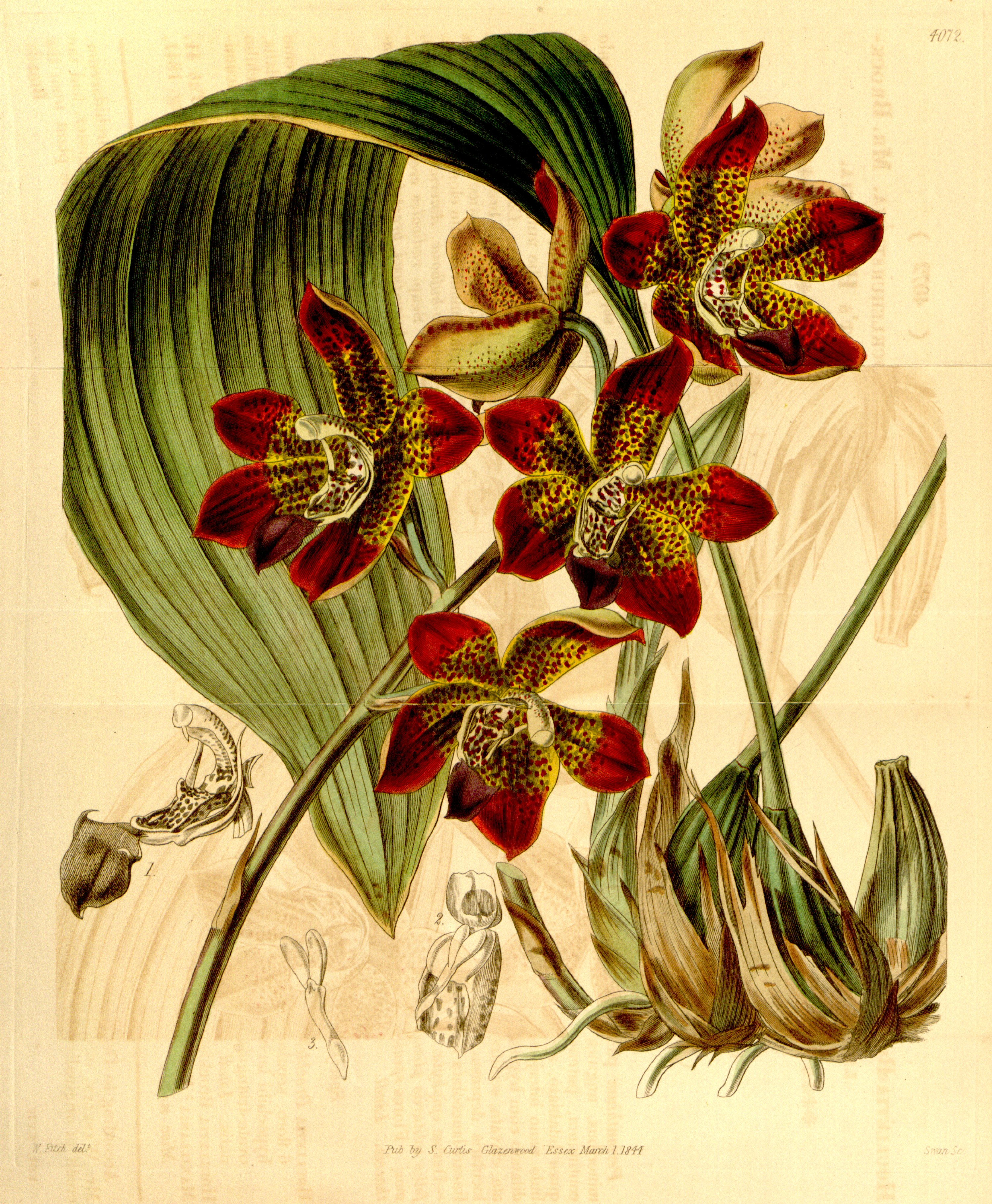